# Antonio Pascotto
Antonio Pascotto (Monterotondo, 27 novembre 1962) è un giornalista italiano.

## Carriera
La sua carriera inizia in radio e tv private di Avellino. Da settembre 1991 a marzo 1993 lavora nella redazione del quotidiano Il Roma di Napoli.
Il 1º luglio 1993 entra a far parte della redazione romana del TG4 diretto da Emilio Fede.
Il 14 settembre 1995 diventa giornalista professionista. Realizza speciali e servizi per il telegiornale. È a New York per i reportage sugli attentati alle Torri Gemelle e al Pentagono e in Polonia per l'ultimo viaggio apostolico di Papa Giovanni Paolo II nella sua terra d'origine nell'agosto 2002. Segue l'attività di governo e dal 2005 è giornalista di stampa parlamentare. Diventa caporedattore e conduce nel 2010 la rassegna stampa, con la lettura delle prime pagine dei principali quotidiani italiani, e nel 2011 l'edizione delle 11.30 del TG4. Il 14 novembre 2011 entra nella redazione politica di NewsMediaset e conduce per TgCom24 gli spazi di approfondimento e la rassegna stampa.

## Opere
- 2007 La televisione senza palinsesto. Contenuti nella tivù dell'era digitale, De Angelis Editore
- 2008 Alberto Sordi. Il cinema e gli altri, De Angelis Editore
- 2012 L'informazione connessa, Armando Curcio Editore
- 2019 Il mondo senza internet. Connessioni e ossessioni. Dallo scandalo Facebook alla quiete digitale, Male Edizioni
- 2023 Romanzo digitale. Dalla pandemia all'intelligenza artificiale. Il diario dei prossimi dieci anni. Riflessioni sulla tecnologia e sul tempo, Jolly Roger

## Riconoscimenti
- 2019 - Vincitore di ilCartoceto Cinema e Libri[2]
- 2020 - Premio della Critica al Concorso Letterario Internazionale Città di Cattolica[3]